# Henry Simmons
Henry Oswald Simmons Jr. (ur. 1 lipca 1970 w Stamford) – amerykański aktor telewizyjny i filmowy, znany z roli detektywa Baldwina Jonesa w serialu policyjnym ABC Nowojorscy gliniarze (2000–2005) oraz jako agent Alphonso „Mack” MacKenzie z serialu ABC Agenci T.A.R.C.Z.Y. (od 2014).

## Życiorys
Urodził się w Stamford w Connecticut jako syn Aurelii, nauczycielki, i Henry’ego Simmonsa Seniora, urzędnika skarbowego Internal Revenue Service. Wychowywał się z dwiema siostrami – bliźniaczką Heather i Wyterią. Dzięki stypendium koszykarskiemu uczęszczał do Franklin Pierce College w Rindge w New Hampshire. Był przesłuchiwany do roli podczas pracy w firmie zarządzającej finansami Fortune 500 w jego rodzinnym mieście w Stamford. Po przeprowadzce do Nowego Jorku, przez cztery miesiące mieszkał na poddaszu LaMama Theatre Company.
W 1994 zadebiutował w sportowym dramacie kryminalnym Nad obręczą u boku Tupaca Shakura, a także w skeczu koszykarskim Saturday Night Live, zastępując kontuzjowaną gwiazdę NBA – Derricka Colemana.
W 2002 został wybrany jedną z 50. najseksowniejszych gwiazd wszech czasów przez magazyn „TV Guide”. Za rolę doktora Waltera Chambersa w dramacie South of Pico (2007) z Kipem Pardue otrzymał nagrodę jury na American Black Film Festival.
W maju 2010 poślubił Sophinę Brown.

## Filmografia

### Filmy
- 1994: Nad obręczą jako Starnes
- 2004: Spartakus (TV) jako Draba
- 2004: New York Taxi jako Jesse
- 2005: Daleko jeszcze? jako Carl
- 2006: Coś nowego jako Kyle
- 2006: Moja wielka wściekła rodzina jako Issac
- 2009: Najlepszy ojciec świata jako Mike Lane
- 2014: Obsesja zazdrości jako Jeffery Granger

### Seriale TV
- 1994: Saturday Night Live jako koszykarz Johnny
- 1994: Zagadki Cosby’ego jako Kevin Lewis
- 1994–1995: Oblicza Nowego Jorku jako Jackson
- 1997–1999: Inny świat jako Tyrone Montgomery
- 2000–2005: Nowojorscy gliniarze jako detektyw Baldwin Jones
- 2006–2008: Shark jako Issac Wright
- 2009: Detoks jako Bobby Carmichael
- 2009: CSI: Kryminalne zagadki Miami jako Andrew Ballard
- 2012: Partnerzy jako Morgan Watkins
- 2013: Kości jako Tom Molnor
- 2013–2014: Ravenswood jako Simon Beaumont
- 2014-: Agenci T.A.R.C.Z.Y. jako agent Alphonso „Mack” MacKenzie
- 2014: Transrodzic jako Derek
- 2014: Prawo i porządek: sekcja specjalna jako Shakir „The Shark” Wilkins
- 2016: Agenci T.A.R.C.Z.Y.: Slingshot jako Alphonso „Mack” Mackenzie